# Stod
Stod (in tedesco Staab) è una città della Repubblica Ceca facente parte del distretto di Plzeň-jih, nella regione di Plzeň.